# أولاد نور
قرية أولاد نور هي إحدى القرى التابعة لمركز المنزلة في محافظة الدقهلية في جمهورية مصر العربية. حسب إحصاءات سنة 2006، بلغ إجمالي السكان في أولاد نور 2116 نسمة، منهم 1055 رجل و1061 امرأة.